# -manie
Das Suffix -manie (von altgriechisch μανία mania, deutsch ‚Wahn‘) bezeichnet ein zwanghaftes Handeln. Beispiele sind
- Ablutomanie, Reinigungszwang, zwanghaftes sich waschen, desinfizieren
- Algomanie, krankhaftes Verlangen nach Schmerz
- Arithmomanie (Zahlenwahn) zwanghafte unaufhörliche Durchführung von Rechen- und Zählaufgaben
- Bibliomanie, Verfallensein an Bücher
- Chäromanie, zwanghafte Heiterkeit
- Dermatillomanie (Skin Picking Disorder) zwanghaft wiederholendes Berühren, Quetschen und Kratzen erkrankter Hautstellen
- Dipsomanie, phasenhaft wiederkehrender starker Alkoholkonsum
- Doromanie, zwanghafte Schenksucht
- Dromomanie, planloses Weglaufen
- Erotomanie, wahnhaft ausgeprägte, unwiderstehliche Liebe zu einer meist unerreichbaren Person
- Flagellomanie, zwanghaftes Schlagen
- Hypomanie, abgeschwächte Form der Manie
- Kleptomanie, zwanghaftes Stehlen (griechisch kleptein ‚stehlen‘)
- Lypemanie, zwanghafte Traurigkeit
- Mythomanie, zwanghaftes Lügen, um Geltung und Anerkennung zu bekommen
- Nymphomanie, gesteigertes sexuelles Verlangen einer Frau
- Oniomanie, Kaufzwang
- Pyromanie, zwanghaftes Bedürfnis, Feuer zu legen (griechisch pyr ‚Feuer‘)
- Phonomanie, zwanghaftes Morden
- Potomanie, zwanghaftes Trinken
- Saliromanie, sexuelle Neigung (sexuelle Erregung durch Beschmutzen von Personen/Objekten)
- Sitiomanie (auch Sitomanie), zwanghaftes Essen
- Trichotillomanie, zwanghaftes Bedürfnis, sich Haare auszurupfen
- Tulpenmanie, Tulpenwahn im Holland des 17. Jahrhunderts

## Aus dem Englischen
- Beatlemania, Beatles-Euphorie
- Wrestlemania, Großveranstaltung der WWE

## Aber
- Décalcomanie, ein Abklatschverfahren